# Einar Lilja
Einar Albert Lilja, född den 16 juni 1900 i Malmö, död den 1 oktober 1998 i Lund, var en svensk teolog och skolman. Han var far till Inger Larsson och Eva Lilja.

## Biografi
Lilja avlade studentexamen 1922, filosofie kandidatexamen vid Lunds universitet 1925, teologie kandidatexamen 1928 och teologie licentiatexamen 1945. Han promoverades till teologie doktor 1947. Lilja var vikarierande folkskollärare 1924, vikarierande ämneslärare vid Malmö kommunala mellanskola fyra månader 1925–1927, vikarierande adjunkt vid Malmö realskola 1928, extra ordinarie ämneslärare i Tidaholm 1928–1930, vikarierande lektor vid Skara folkskoleseminarium 1930–1932, vid Göteborgs folkskoleseminarium kortare tid 1932, vid Karlstads högre allmänna läroverk 1933, extralärare vid Malmö gossläroverk 1933–1935, adjunkt vid Varbergs samrealskola 1935, vid Hvitfeldtska högre allmänna läroverket i Göteborg 1940 och timlärare vid Göteborgs högre samskola 1941. Han prästvigdes 1942. Lilja var rektor vid Linköpings folkskoleseminarium för kvinnliga elever 1948–1956 och vid folkskoleseminariet i Linköping 1956–1966. Han innehade samtidigt tjänst som lektor vid Vasa högre allmänna läroverk i Göteborg 1950–1953 och vid folkskoleseminariet i Lund 1953–1966. Lilja var ledamot av Linköpings domkapitel 1955–1967. Han blev ledamot av Nordstjärneorden 1955.